# 龙华大道
龙华大道是中华人民共和国广东省深圳市龙华区的一条城市主干路和县道，全长20.3千米，南起民治大道普滨加油站路口，北至黎泰路龙华大道路口，是龙华区最重要的南北向主干路之一，承担重要的交通连接与公共交通走廊功能。

## 历史
2019年11月18日由深圳市地名委员会公布更名方案后，本路由梅龙路、大和路、民和路、泗黎路四段合并而来。

### 梅龙路
梅龙路（又名梅龙大道）全长9.6千米，南起民治大道普滨加油站路口，北至大和路梅龙路口，2019年11月全段纳入龙华大道范围。
梅龙路工程分一期（梅林关——工业路），二期（工业路——原大和路雪岗北路路口段）。一，二期均于2005年11月正式开工建设，一期于2006年9月1日通车 ，但直到2007年2月2日才与布龙路连接，二期原计划于2006年12月建成通车，但由于龙华街道共和村段（东环一路路口——东环二路路口）征地拆迁长期未解决，无法施工。其余路段修好却因为需要全线验收而无法正常开通，使得沿线居民意见很大。2009年7月7日，原宝安区公路局向宝安区政府提出《关于梅龙大道(二期)工程已完成工程验收的专题请示》，请求同意施工单位先行分阶段验收并撤场、结算，开放已建成路段的交通;待共和村段征地拆迁落实后再重新招标、组织剩余路段的施工。随后经宝安区政府批复同意，原宝安区公路局与共和村段涉及的6个标段签订了补充协议，将相应工程量在原合同中予以剔除，并组织对已完工的五个标段进行验收，于2010年2月8日开放了除共和村段700米道路外的路段交通，而共和村段等到2013年1月28日才通车。
如今在龙华大道雪岗北路路口（梅龙路北侧终点处）的深圳有轨电车梅龙北站的“梅龙”即为梅龙路的历史遗留。

### 大和路（清湖至马沥段）
大和路全长5.2千米，南起雪岗北路清宁路口，北至观澜大道民和路口，2019年11月北段（梅龙路-观澜大道）纳入龙华大道范围，南段（清宁路-梅龙路）并入雪岗北路。道路全线为广东省县道X252（布楼线）的一部分。
大和路以清湖立交桥为分段，以北路段始建于1997年，以南路段2001年通车，以沿路的大和村命名。原为一级公路，后在2012年改造为双向六车道的城市主干路。大部分路段路中央为有轨电车轨行区。

### 民和路
民和路全长2.0千米，南起观澜大道民和路路口，北至观光路泗黎路口以北，2019年11月全段纳入龙华大道范围。
道路通车前，由于观光路占用部分泗黎路线位，从黎光前往观澜、龙华需要由泗黎路北段先转入观光路，再由观光路转入泗黎路南段，车流交织带来交通拥堵，严重影响了片区生活和环境质量。
2010年1月19日，道路工程正式开工，线路为双向6车道的城市主干路，由观澜大道民和路路口引出后下穿 珠三角环线高速，并以高架方式上跨观光路，终止于观光路泗黎路口以北，连接泗黎路北段。工程于2013年3月完工。

### 泗黎路（深圳段北段）
泗黎路（又名四黎路）深圳段全长7.2千米，南起观澜大道泗黎路口，北至黎泰路泗黎路口，2019年11月北段（观光路-黎泰路）共4.1千米路段纳入龙华大道范围。道路全线为广东省县道X243（龙四线）的一部分。
泗黎路技术等级为一级公路（并入时），连接东莞塘厦镇与深圳龙华区，始建于1995年，当时为二级公路，2001年进行扩宽改造。
2020年11月3日，泗黎路（观光路-黎泰路）改造工程开工，将原本一级公路标准的双向4车道道路改建为双向10车道（主道6+辅道4）的城市主干路。线路于观光路至桂月路段设置三仓综合管廊，是龙华区第一条综合管廊。线路原计划与规划黎光北互通工程与规划黎泰路工程同步施工，但受黎光物流园工程影响，最终仅泗黎路改造工程顺利开工，其余工程改为远期实施。

## 沿途主要要素
（均为由南至北排序）

### 交汇道路

#### 梅龙路段
- 珠三角环线高速
- Y155 民治大道
- 梅坂大道
- 金龙路
- 赤公坑路
- 白石龙路
- 望辉路
- 民丰路
- 玉龙路
- 民康路
- 留仙大道
- 白松路
- 民宝路
- 红木街
- 民兴街
- 旺民街
- 中梅路
- 民安路
- 红枫路
- 布龙路
- 龙胜路
- 工业路
- 鸿创路
- 东环一路
- 红华路
- Y156 东环二路
- 龙娥路
- 清泉路
- 清秀路
- 景龙建设路
- 清龙路
- 清湖路
- 石清大道
- 雪岗北路

#### 大和路段
- 广场沿河路
- 碧和路
- 翠幽路
- 环观南路
- 求知路
- 观艺路
- 和睦街
- Y167 观澜人民路
- Y199 环观中路
- 观澜大道

#### 民和路段
- 观澜沿河路
- 丹丰路
- 锦布路
- Y182 布新路
- 和兴路
- 观光路

#### 泗黎路北段
- 桂香路
- 大富二路
- 库坑一路
- 凹背路
- Y183 桂月路
- 丰盛路
- 黎光工业大道
- 黎光路
- 黎塘一路
- 泗黎路（东莞段）

### 公共交通

#### 公共汽车
龙华大道是龙华区主要公共汽车线路通道。

#### 铁路
- 深圳有轨电车 在龙华大道路中设有清龙站、清湖学校站、梅龙北站、碧澜站、文澜站、大和站、世纪广场站和锦鲤站。
- 深圳地铁  22号线 在龙华大道地下设有库坑站和黎光站（规划）。
- 深圳地铁  25号线 在龙华大道与工业路交叉路口处设油福站（规划）。
- 深圳地铁  27号线 在龙华大道地下设有樟坑站、民宝站、华城站、银泉站和油福站（规划）。

## 相关图像
- 2023年5月，位于梅林关附近龙华大道上的星河Coco City购物广场
- 2023年5月，位于梅龙路和工业路交汇处附近的壹方天地购物广场